# Arenas Club de Getxo
Arenas Club de Getxo är en spansk fotbollsklubb från staden Getxo, nära Bilbao i Biscaya. Ibland kallas laget även för Club Arenas de Guecho. De var en av de största fotbollsklubbarna i spansk fotboll 1928 och var med som en av de första klubbarna i La Liga tillsammans med bland annat de baskiska lagen Athletic Bilbao, Real Sociedad och Real Unión. De spelar säsongen 2009/2010 i Tercera Division-Group 4.
Klubben bildades 1909 som Arenas Football Club och bytte namn till Club Arenas 1912. Klubbens enda framgång är segern i Copa del Rey 1919, då segraren av denna turneringen tillika kunde titulera sig Spansk Mästare. Arenas Club de Getxo spelade i Primera Division de sju första säsongerna (1928-1935), men har därefter aldrig lyckats komma tillbaka till högsta divisionen. I modern tid har klubben endast en säsong (1979/1980) lyckats kvalificera sig för spel i en högre division än Tercera Division.
Klubben spelar sina hemmamatcher på Municipal de Gobela som har en publikkapacitet på 1 200 åskådare.

## Klubbens resultat i sammandrag
- 1 seger i Copa del Rey (Även Spansk mästare, 1919)
- 7 säsonger i Primera Division
- 6 säsonger i Segunda Division
- 1 säsonger i Segunda Division B
- 56 säsonger i Tercera Division